# Andahuaylas (tỉnh)
Tỉnh Andahuaylas (tiếng Tây Ban Nha: Provincia de Andahuaylas) là một tỉnh thuộc vùng Apurímac của Peru. Tỉnh Andahuaylas có diện tích 3987 km², dân số thời điểm theo điều tra dân số ngày 11 tháng 7 năm 1993 là 128390 người. Tỉnh lỵ đóng ở Andahuaylas.